# Альберсвіль
Альберсвіль (нім. Alberswil) — громада  в Швейцарії в кантоні Люцерн, виборчий округ Віллізау.

## Географія
Громада розташована на відстані близько 50 км на північний схід від Берна, 26 км на північний захід від Люцерна.
Альберсвіль має площу 3,5 км², з яких на 8,4% дозволяється будівництво (житлове та будівництво доріг), 72,2% використовуються в сільськогосподарських цілях, 18% зайнято лісами, 1,4% не є продуктивними (річки, льодовики або гори).

## Демографія
2019 року в громаді мешкало 659 осіб (+14,6% порівняно з 2010 роком), іноземців було 12,9%. Густота населення становила 186 осіб/км².
За віковим діапазоном населення розподілялося таким чином: 19,6% — особи молодші 20 років, 69,3% — особи у віці 20—64 років, 11,1% — особи у віці 65 років та старші. Було 269 помешкань (у середньому 2,4 особи в помешканні).
Із загальної кількості 247 працюючих 54 було зайнятих в первинному секторі, 48 — в обробній промисловості, 145 — в галузі послуг.